# Jean-François Dubois
Jean-François Dubois est un religieux et homme politique français né le 17 janvier 1727 à Louvrechy (Somme) et décédé le 3 septembre 1803 à Troyes (Aube).
Curé de la paroisse Sainte-Madeleine de Troyes, il est député du clergé aux états généraux de 1789 pour le bailliage de Troyes. Il vote avec son ordre et n'a que peu d'activité parlementaire.

## Sources
- « Jean-François Dubois », dans Adolphe Robert et Gaston Cougny, Dictionnaire des parlementaires français, Edgar Bourloton, 1889-1891 [détail de l’édition]